# Dębowa Góra (wzniesienie)
Dębowa Góra (326 m n.p.m.) – wzniesienie w południowo-zachodniej Polsce, na Pogórzu Wałbrzyskim, w Sudetach.
Wzniesienie w Książańskim Parku Krajobrazowym nad Jeziorem Dobromierskim, pomiędzy wsiami Dobromierz na północy a Szymanów na wschodzie i południu.